# Vallentuna
Vallentuna je město ve Švédsku ležící 25 km severně od Stockholmu, zároveň se jedná i o součást stockholmské aglomerace. Ve Vallentuně žije 26 500 obyvatel (2005).

## Galerie

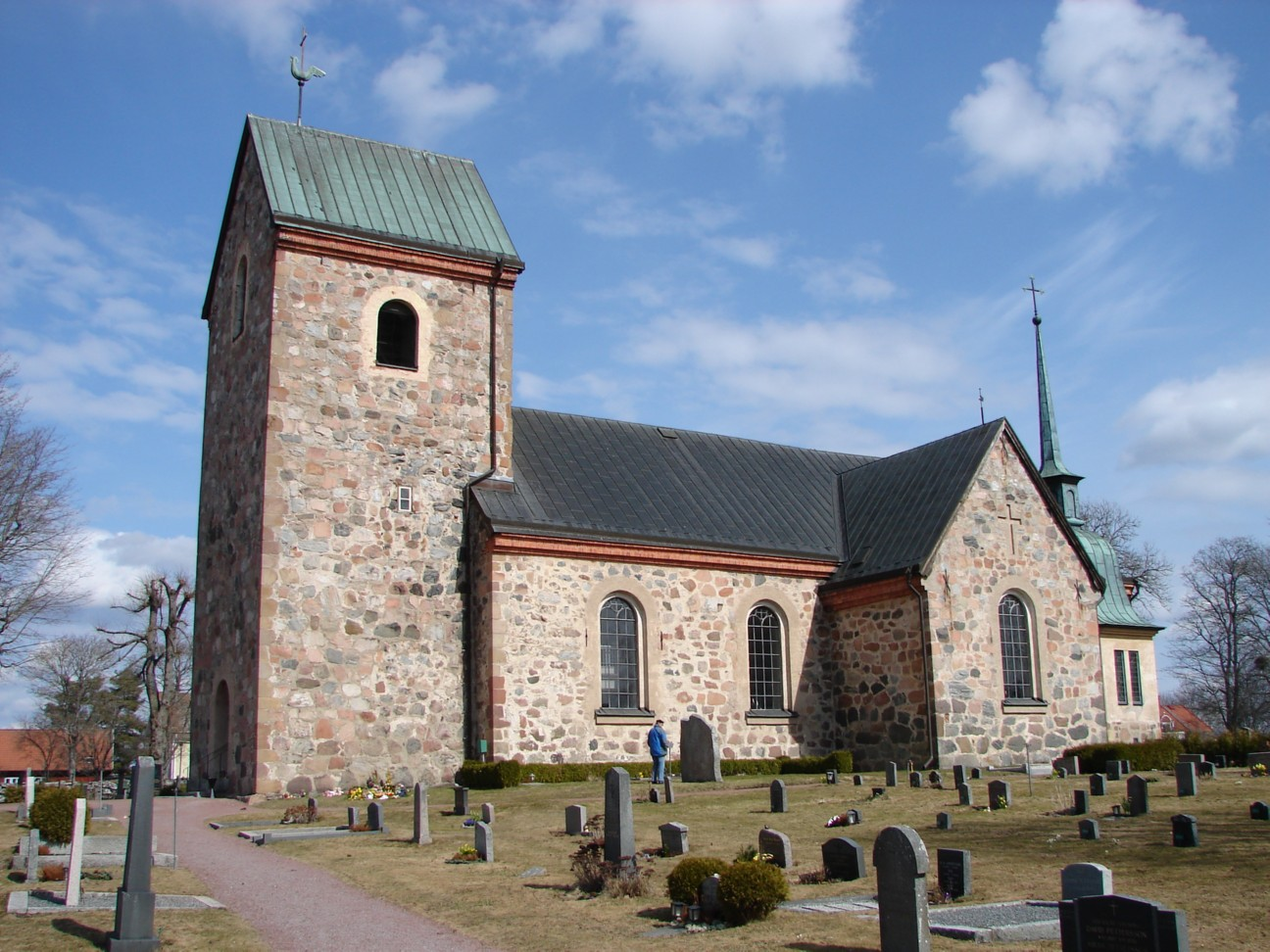
Kostel ve Vallentuně